# Poecilohetaerus leucopus
Poecilohetaerus leucopus är en tvåvingeart som beskrevs av Schneider 1991. Poecilohetaerus leucopus ingår i släktet Poecilohetaerus och familjen lövflugor. Inga underarter finns listade i Catalogue of Life.